# Ceratocaulon
Ceratocaulon is een geslacht van neteldieren uit de klasse van de Anthozoa (bloemdieren).

## Soort
- Ceratocaulon wandeli Jungersen, 1892